# Ясен білоцвітий
Ясен білоцвітий (Fraxinus ornus) — листопадне, до 8(15) м заввишки дерево роду ясен родини маслинових (Oleaceae). Інші назви — ясень манновець, ясен майновий. Кора сіра, на молодих гілках оливкова або коричнювато-оливкова. Листки супротивні, непарноперисті, 20—25 см завдовжки; листочки (їх 5—9) яйцеподібні, яйцеподібно-видовжені, еліптичні або ланцетні, на верхівці коротко загострені або заокруглені, зубчасті або зарубчасто-зубчасті, на черешках або сидячі. Квітки одностатеві, дводомні або різнорідні (двостатеві і чоловічі), з подвійною оцвітиною, зібрані в прямостоячі, під час відцвітання — в повислі грона; пелюстки (їх 4, рідше 2) блідо-жовті, лінійні, гострі, при основі трохи зрослі між собою. Плід — лінійна або ланцетна крилатка. Цвіте у квітні — травні.

## Поширення
Ясен білоцвітий дико росте в Південній Європі і в Малій Азії. У південних районах України його культивують як декоративну рослину. Природне місцезростання зафіксоване в Карпатах. Єдина популяція на південному схилі г. Чорна Гора біля м. Виноградова займає площу в кілька гектарів. Природний статус оцінений як «рідкісний», потребує охорони як реліктовий субсередземноморський вид на північній межі ареалу в ізольованому локалітеті.

## Заготівля і зберігання
Для медичних потреб використовують кору (Cortex Orni) і так звану манну (Manna cannulata), що становить собою засохлий на повітрі сік з надрізів на корі. Кору збирають навесні з молодих гілок (правила заготівлі і сушіння див. у статті Дуб звичайний). Сухої кори виходить 30 % порівняно з вагою свіжозібраної. Манну збирають у липні — вересні: в суху сонячну погоду надрізають кору до самої деревини, в розрізи вставляють тонкі прутики, вздовж яких сік застигає і потім легко знімається. Готову сировину зберігають у добре і щільно (особливо це стосується манни) закритих банках або бляшанках. У багатьох країнах рослина офіцинальна.

## Хімічний склад
Кора ясена містить кумаринові похідні: ескулін, ескулетин, фраксин, фраксинол; гіркоту фраксинін, дубильні речовини, флавоновий глікозид кверцитрин, органічні кислоти, манніт, смоли, ґуми та інші сполуки. У манні є від 40 до 80 % манніту, фруктоза, глюкоза, слизисті речовини, смоли, фраксин, лимонна кислота та ін.

## Фармакологічні властивості і використання
Настій кори ясена має в'яжучі властивості і використовується в народній медицині від проносу й шигельозу, а зовнішньо — для компресів на варикозні вузли. Манна використовується в медицині як легкий проносний засіб і особливо придатна в дитячій практиці (відсутність побічної дії, приємний смак). Послаблюючий ефект манни зумовлюється в основному маннітом, який діє як осмотичний діуретик: підвищує осмотичний показник вмісту тонкої кишки і цим усуває можливість всмоктування рідини. Одночасно, завдяки збільшенню вмісту, посилюється інтенсивність перистальтики товстої кишки.